# Stenoniscus carinatus
Stenoniscus carinatus är en kräftdjursart som beskrevs av Filippo Silvestri 1897. Stenoniscus carinatus ingår i släktet Stenoniscus och familjen Stenoniscidae. Inga underarter finns listade i Catalogue of Life.